# Крисчън (кечист)
Уилям Джейсън Ризо (на английски: Jason „Jay“ Reso) е канадски кечист и актьор.
Подписал е договор за All Elite Wrestling (AEW) под името Крисчън Кейдж. Най-известен е с кариерата си в WWE под името Крисчън, където се изявява от 1998–2005 г., а след това от 2009–2014 г., преди да се оттегли и да прави само спорадични изяви, докато напуска компанията през 2021 г. и се присъединява към AEW. Известен е и с времето си в Total Nonstop Action Wrestling (TNA, сега известен като Impact Wrestling) от 2005–2008 г., където също се е борил под името Крисчън Кейдж.

## Биография
Роден е в Китчънър, Онтарио на 30 ноември 1973 г.

## WWF

### The Brood (1998 – 1999)
Крисчън Кейдж (чийто псевдоним е комбинация от имената на Крисчън Слейтър и Никълъс Кейдж), започва обучението си като кечист в Торонто, заедно с дългогодишния си приятел Адам Копланд (известен с псевдонима си Острието). Той прави дебюта си в WWE (тогава WWF) през 1998 г., когато скъсява името си на Крисчън и разсейва Острието в мача му срещу Оуен Харт на шоуто In Your House: Breakdown. Той участва в единични мачове и дори печели титлата в Лека категория. По-късно той, Гангрел и Острието сформират вампирска група, известна като The Brood и враждуват с групата на Гробаря, Министерството на мрака.

### Острието и Крисчън
Въпреки успеха на групата, Крисчън едва започвал да достига потенциала си. По-късно, той и Острието се отделят и започват образи на тийнейджъри-сърфисти, известни с петсекундните си пози за снимки и подигравките към опонентите си или града, в който се намирали. Двамата преминават през огромна серия успешни отборни мачове, печелят първите два мача с Маси, Стълби и Столове и стават отборни шампиони цели седем пъти, което по това време е рекорд.
Различията им започват да взимат връх, когато Острието печели турнира Крал на ринга и скоро, след поредица неуспешни мачове, Крисчън обръща гръб на досегашния си партньор и започва вражда с него за Интерконтиненталната титла.

### Самостоятелна кариера
След враждата с Острието, Крисчън печели Европейската титла от Джон Брадшоу Лейфийлд, но след като я губи от Диаманта Далас Пейдж в издание на Разбиване, той започва серия от загуби и става известен с изблиците си на гняв след такава. ДДП се опитва да му помогне и го взима за свое протеже, но Крисчън му обръща гръб и двамата враждуват до WrestleMania X8, когато Крисчън отново губи.
По-късно, Крисчън, Ланс Сторм и Тест формират групата Неамериканците и първите двама дори печелят заедно отборните титли. Към групата им се присъединява и Уилям Ригъл, но скоро тя се разпада, поради скандал зад кулистите заради името и антиамериканското им държание. След това той става партньор на Крис Джерико, с когото също печели отборните титли.
По това време, Скалата бива прехвърлен в Първична сила и започва програма с Крисчън, хвалейки го като неговата „любима нова звезда на WWE“. Тогава Крисчън започва да използва много от маниерите на Скалата, започва да нарича феновете The Peeps (идващо от The People, както ги нарича Скалата) и дори се нарича „Новия шампион на народа“. Той използва тази новооткрита харизма, за да победи Букър Т. за Интерконтиненталната титла на „Деня на страшния съд“ през 2003 в Кралско меле, в компанията на общо девет участника. Когато на едно от шоутата на Първична сила Скалата казва, че може да има само един „Шампион на народа“, Крисчън и Джерико нападат Скалата, но падат жертви на Натиска на Скалата и Края на книгата от Букър Т., който помага на Скалата.
В края на 2003 г. Крисчън и Джерико правят облог за един канадски долар кой пръв ще свали Триш Стратъс (Джерико) и Лита (Крисчън). Момичетата разбират за облога им и това води до кратка вражда между мъже и жени и първия мач „Битка на половете“, уреден от Ерик Бишоф. Джерико и Крисчън печелят мача, като оттогава започват разногласия, защото Крисчън тушира Триш. Това води до мач между двамата на Кечмания ХХ и тогава Триш обръща гръб на Джерико, позволявайки на Крисчън да го победи. На 10 май 2004 г. в мач с клетка срещу Джерико, Крисчън получава контузия на гърба, която го държи извън ринга четири месеца. Късно през август същата година, той се завръща, за да довърши враждата си с Джерико.

### Капитан Харизма
В края на 2004 г. образът на Крисчън става на самоуверен heel (лош образ в кеча), макар да става популярен в Англия и Канада. Той взима под крилото си Тайсън Томко, когото нарича неговия „разшерител на проблеми“, печелейки повечето си мачове чрез негова помощ. На едно издание на Първична сила, когато Крис Джерико поема ролята на председател за една вечер, Крисчън е принуден да се бори в костюм на супергерой, наречен Капитан Харизма (Captain Charisma), заедно с Урагана в отбор, наречен Героите. Още на следващата седмица Крисчън се бие срещу Урагана в битката на Героите, след което сваля костюма на супергерой, въпреки че запазва името като новия си псевдоним.
През 2005 г. на „Кралски грохот“ Крисчън заявява, че е по-добър рапър от Джон Сина и дори го нарича позьор през следващите няколко месеца по време на обичайните си промота срещу него. Когато Сина бива преместен в Първична сила, Крисчън веднага иска шанс за WWE титлата, която тогава е негово притежание и на „Мъст“ 2005 Сина, Джерико и Крисчън навлизат в троен мач за титлата, който Сина печели.
По време на годишната лотария между Първична сила и Разбиване, Крисчън е втория сменил шоута и отива в Разбиване, където замества Грамадата в шесторен мач за новата титла на Разбиване. Оттогава той се хвали, че е единствения участвал в главните мачове и на Първична сила, и на Разбиване. Скоро Крисчън дори получава свой собствен сегмент, наречен „The Peep Show“.

## Total Nonstop Action Wrestling (2005 – 2009)
През октомври 2005 г. Крисчън получава нова оферта за договор в WWE, но я отхвърля и скоро след това напуска компанията. Той дебютира в TNA през ноември, на шоуто Genesis, върнал старото си пълно име – Крисчън Кейдж. В дебютната си реч той казва, че WWE са искали той да остане и дори са му предложили добра сума. Той критикува WWE, Пол Левек (Трите Хикса) и заявява, че WWE се превръща в това, което беше WCW преди унищожението си – „скучно и без посока“.
През август 2006 WWE съдят Крисчън за псевдонима „Капитан Харизма“, твърдейки че е създаден докато е бил под договор с тях. Тогава той оставя името и спира да го използва, твърдейки че не е било нищо специално.
В началото на кариерата си в TNA, Крисчън е face (добър образ в кеча) и започва вражда с Джеф Джарет и неговата група Планета Джарет. Неговият дебютен мач е срещу Боби Рууд от Тим Канада. На Turning Point 2005 той побеждава Монти Браун, за да стане претендент #1 за световната титла на NWA. На FInal Resolution 2006 той и завръщащият се Стинг побеждават Джарет и Браун в отборен мач.
Звездният миг на Крисчън идва на Aggainst All Odds, когато той побеждава Джеф Джарет, за да стане новия Световен шампион на NWA. След спечелването на титлата, Крисчън започва вражда с „Чудовището“ Abyss и Джеймс Мичъл, защитавайки титлата си успешно срещу Abyss в шестоъгълна клетка на Lockdown през април и във Full Metal Mayhem мач (мач с маси, стълби, столове и вериги) на Sacrifice през май.
Кейдж защитава титлата си и на годишнината на TNA – Slammiversary, в патентования на компанията мач – „Краля на планината“. Опонентите му в мача са Рон „Истината“ Килингс, „Чудовището“ Abyss, „Краля на планината“ Джеф Джарет и Стинг. В края на мача Кейдж и Стинг остават сами върху стълбата, но преди някой да закачи титлата, Ърл Хебнър бута стълбата, събаряйки и двамата, позволявайки на Джеф Джарет да се качи и да стане новия световен шампион. Тогава Джим Корнет отнема титлата на Джарет заради заговор с Лари Збизко и Ърл Хебнър, но му я връща по-късно, въпреки че Кейдж опитва да го убеди да я върне на него. След това Кейдж участва в мач за претендентско място за титлата срещу Стинг, Скот Стайнър и Самоа Джо, но не успява да затвърди мястото си като претендент. Той участва като помощник на Стинг в мача му срещу Джеф Джарет на Hard Justice 2006, но в края на мача се обръща срещу Стинг, коствайки му победата с удар с китара в главата.

### The Instant Classic
След Hard Justice, Кейдж става heel и веднага започва вражда с доскорошния си приятел Райно, който иска обяснение за действията му на HJ. Крисчън тогава напада и него, причинявайки му сътресение със столиране. Двамата навлизат един срещу друг на No Surrender, но Кейдж печели, след като прилага Разгрозител на Райно върху стол. Враждата им продължава и двамата отново се изправят един срещу друг, този път в „Уличен бой на 8-ата Миля“ на най-голямото шоу на TNA – Bound For Glory. Макар Райно да доминира в голяма част от мача, накрая Крисчън излиза победител. На следващото PPV, Крисчън отбелязва победа и срещу „Феноменалния“ AJ Стайлс, след което отново се връща на главната сцена, търсейки мач за световната титла, тогава притежание на „Чудовището“ Abyss, който по това време враждува със Стинг. В един мач на Импакт между Стинг и Крисчън, Кейдж довежда стария си помощник Томко, който напада Стинг. Скоро след това Крисчън си намира нов прякор – The Instant Classic.
На Final Resolution 2007, Крисчън навлиза в троен елиминационен мач срещу Стинг и Abyss, където с помощта на вече елиминирания Abyss, тушира Стинг с Жабешка преса и става за втори път световен шампион на NWA. Тогава той събира Томко и Скот Стайнър, за да създаде Коалицията на Крисчън.
През следващите два месеца Кейдж защитава световната си титла на Aggainst All Odds и Destination X 2007, срещу Кърт Енгъл и Самоа Джо. Той побеждава Енгъл чрез намесата на Коалицията си, но срещу Джо остава сам, тъй като Томко отсъства по време на шоуто, а Стайнър е твърде зает с мача си срещу Енгъл. Въпреки това, Крисчън контрира Кокинския ключ на Джо и го тушира, използвайки собствената му инерция и чрез опора на въжетата.
Преди Lockdown, Кейдж добавя още едно лице към отбора си – AJ Стайлс, който дотогава враждувал с предишния враг на Кейдж – Райно. На Lockdown Коалицията на Крисчън – Крисчън Кейдж, Томко, Скот Стайнър и AJ Стайлс, заедно с Abyss навлизат в Lethal Lockdown мач срещу отбора на Енгъл – Кърт Енгъл, Стинг, Самоа Джо, Райно и завръщащия се Джеф Джарет. Отборът на Крисчън губи, след като Abyss бива туширан от Стинг.
На следващия месец, на турнира Sacrifice 2007, Крисчън Кейдж защитава световната титла в троен мач срещу Стинг и Кърт Енгъл. В края на мача, Стинг преобръща и тушира Кейдж, но в същото време се предава и от ключа на глезена на Енгъл, което води до спорен край на мача. На следващия Импакт и тримата изявяват права за титлата, но накрая Джим Корнет обявява, че мачът е приключил без победител и отнема титлата от Кейдж. Крисчън веднага взема участие в следващата възможност да си я върне, побеждавайки Abyss чрез дисквалификация, за да се класира за годишното издание на „Краля на планината“ на Slammiversary. Тогава Кейдж участва срещу Кърт Енгъл, Стинг, AJ Стайлс, Крис Харис и Самоа Джо в опит да спечели новата титла на компанията – Световната титла на TNA, тъй като по това време TNA се отцепва от NWA и NWA прибират стария шампионски пояс. Крисчън губи мача, пресечен с копие от Харис и Енгъл взима победата и титлата. Още на следващия турнир, Victory Road '07, Крисчън наказва Харис, побеждавайки го чрез намеса на Дъстин Роудс.
След това Крисчън се връща към вражда със старите си познати Стинг и Abyss, които по това време са отбор. Това води до „Doomsday Chamber of Blood“ мач на Hard Justice 2007, където участват Коалицията на Крисчън (Кейдж, Томко и Стайлс) срещу Стинг, Abyss и новодошлия Андрю Мартин. Отборът на Стинг взима победата след като Крисчън се измъква от мача, а Abyss тушира Стайлс.
След като на едно издание на Импакт Крисчън губи от Abyss в мач до първа кръв заради намеса на Самоа Джо, Кейдж започва вражда с него, стигайки дотам, че дори напада самоанските му роднини. Това води до мач между тях на No Surrender 2007, когато Джо губи чрез дисквалификация, но въпреки това пребива Кейдж. Сега двамата имат уреден мач за Bound For Glory 2007, където мачът ще бъде без дисквалификация, а пазител на реда в ринга ще бъде помощника на Джим Корнет – Мат Морган. На Bound For Glory, Самоа Джо побеждава Крисчън.
В следващите издания на TNA iMPACT!, Крисчън се състезава в мини-турнир и достига финала, предизвикавайки другия финалист – Каз в мач със стълби на Genesis за определяне на победителя и #1 претендент за световната титла. На Genesis обаче Каз го побеждава въпреки намесата на съюзниците му Стайлс и Томко.

### Стари вражди, нови приятелства, общи врагове
През следващите издания на iMPACT!, Крисчън води вражда с Кърт Енгъл, който присламчва Томко и Стайлс в собствената си група. Крисчън дълго време опитва да накара двамата да застанат на негова страна, но евентуално Томко решава да бъде самоастоятелен, а Стайлс не знае кого да избере. На Final Resolution 2008, Крисчън се изправя срещу Енгъл в мач за световната титла на TNA, но губи заради решението на Стайлс, който се присъединява към Енгъл. На Against All Odds 2008 Крисчън получава втори шанс за титлата... но тогава Томко прекъсва самостоятелността си и се присъединява към Енгъл, коствайки поредния мач на Крисчън.
Крисчън обединява сили със стария си противник Самоа Джо и двамата заедно с Кевин Неш побеждават Кърт Енгъл, AJ Стайлс и Томко на Destination X 2008. Още на следващото шоу, Крисчън и Томко са обявени за капитани на отбори от 5 души и през следващите седмици събират отборите си, за да се изправят един срещу друг в Lethal Lockdown мач. Той се състои на Lockdown 2008 и отборът на Крисчън, състоящ се от самия него, доскорошния му враг Райно, Мат Морган, Abyss и Стинг, побеждава отборът на Томко, включващ AJ Стайлс, Рей и Дивон от Отбор 3Д и Джеймс Сторм.
В следващите си изяви, Крисчън сформира отбор с Райно и двамата влизат в турнир за вкантните титли по двойки, побеждавайки Алекс Шели и Крис Сейбин в осминафиналите, както и Букър Т и Робърт Рууд на четвъртфиналие, но губят от Отбор 3Д на полуфинала. Отборът им се съюзява с наскорошния им опонент AJ Стайлс и тримата участват в мачове срещу Кърт Енгъл и Отбор 3Д, губейки в мач с маси, но печелейки уличен бой на Hard Justice 2008.
След това Кейдж преминава отново в самостоятелната дивизия и побеждава Стайлс, за да стане един от претендентите за титлата в предстоящото PPV. На No Surrender 2008, Крисчън влиза в мач за титлата срещу шампиона Самоа Джо и Кърт Енгъл, но не успява да вземе пояса.
През следващия месец в ростера на TNA се забелязва разделение на два лагера – ветерани и млади звезди. И двата лагера опитват да се сдобият с услугите на Кейдж, но в крайна сметка той решава да остане неутрален и след един от мачовете си срещу Стайлс и Букър, в който той участва като рефер, напада и двамата. Това води до нов троен мач между тримата на Bound For Glory 2008, спечелен от Букър. Крисчън навлиза във вражда с Букър за новосъздадената от него титла на легендите и на Turning Point двамата участват в мач за титлата, с условието, че ако Крисчън изгуби, ще се присъедини към групата на Букър, Стинг, Кърт Енгъл, Кевин Неш и Скот Стайнър – Main Event Mafia. Кейдж губи мача и още на следващия iMPACT! петимата му връчват патентния за групата смокинг. В края на шоуто, петимата устройват на Кейдж парти за приветствие, което обаче се оказва парти за отпращане след като се разбира, че Кейдж води преговори с WWE, и петимата пребиват жестоко Кейдж.

## Завръщане в WWE

### 2009 – 2014
След като договор му с TNA изтече, председателя на TNA Дикси Картър подвърди, че Крисчън е преподписал с WWE. На епизода на ECW от 10 февруари Крисчън направи своето завръщане в WWE, като използва името „Крисчън“, и беше потвърдено че той ще се бие в ECW. По-късно същата вечер Крисчън победи шампиона на ECW Джак Суагър. На турнира „Ответен Удар“ през 2009, Крисчън побеждава Джак Суагър и печели титлата на ECW. След 42 дни като шампион, на „Екстремни Правила“, Крисчън губи титлата си от Томи Дриймър. Печели я отново на „Night of Champions“ (2009) и става вторият кечист (след Боби Лейшли) в новата история на титлата, с два рейна. Крисчън е шампион до 16 февруари (последният епизод на ECW), където я губи от Езикел Джаксън. На 22 февруари Крисчън е вкаран в „Първична сила“. Същата нощ той побеждава Карлито и се класира за мача „Договорът в куфарчето“ на Кечмания 26, само че драфтът го връща в „Разбиване“. Впоследствие Капитан харизма се бие в турнира за интерконтиненталната титла, където губи от Кофи Кингстън. През септември той се контузва и отсъства 4 месеца. По време на възстановяването на 24 септември крисчън е атакуван от Алберто Дел Рио, зад кулисите. На турнира „Клетка за елиминация“, той прави завръщането си и спасява Острието от Дел Рио. На 7 март Крисчън побеждава бодигарда на Дел Рио Брудъс Клей, а 4 дни по-късно Острието и Крисчън се бият с Дел Рио и Клеи, накрая Острието прави копие и побеждава. Следващата седмица Алберто губи от Капитан Харизма в мач в клетка. По време на подписването на договора между Острието и Алберто Дел Рио за мач на Кечмания 27, мексиканеца напада категоризираната суперзвезда, но когато никой не очаква се появява „Мигновената класика“ и пребива Дел Рио. След Кечмания Острието се контузва и се оттегля, но в същото време Крисчън става главен претендент за световната титла в тежка категория. На Екстремни правила Алберто е напът да спечели, но тогава се появява Острието, който разсейва мексиканеца. В крайна смека Крисчън става шампион, но губи титлата от Ренди Ортън след само 5 дни. След това между тях започва връжда, въпреки че Крисчън си връща титлата, той я губи след месец. След като Крисчън губи враждата си той претърпява серия от наранявания, които го държат извън ринга за половин година. Крисчън се завръща на „Отвъд предела“, където участва в мача „Властта на хората“ и побеждава. Същата нощ той побеждава Коуди Роудс за интерконтиненталната титла. Крисчън губи титла от Миз на епизод №1000 на Първична сила, оттогава той не е печелил титли, участва в някоко мача и оттогава не се е бил.

## В кеча
- Хватки и патенти
  - Смъртоносен прекъсвач (Unprettier – обърнат пеперуден лицетрошач, сега по-известен като „Killswitch“)
  - Жабешка преса – в TNA
  - Падащо обърнато ДДТ
  - Солово столиране
  - Копие
- Мениджъри
  - Гангрел
  - Лита
  - Триш Стратъс
  - Томко
- Прякори
  - „Новия шампион на народа“ (WWE)
  - „Капитан Харизма“ (WWE/TNA)
  - „The Instant Classic“ (TNA)
- Цитати
  - „Because THAT's... how I roll.“ (WWE/TNA)
  - „And if you didn't know... now you know.“ (TNA)

## Титли и постижения

### NWA
- - NWA Световен шампион в тежка категория (2 пъти);

### WWE
- ECW шампион (2 пъти)
- Световен шампион в тежка категория (2 пъти)
- Интерконтинентален шампион (4 пъти)
- Шампион в лека категория (1 път)
- Хардкор шампион (1 път)
- Европейски шампион (1 път)
- Световен отборен шампион (9 пъти) – с Острието (7), Ланс Сторм (1) и Крис Джерико (1)

### ICW
- - ICW Отборен шампион в уличен бой (2 пъти) – със Секстън Харкесъл (Адам Копланд);

### PCW
- - PCW Световен шампион;

### PWI
- - Pro Wrestling Illustrated: Мач на годината през 2000 – Острието и Крисчън срещу Двамата Дъдли срещу Братята Харди на Кечмания X6;
  - Pro Wrestling Illustrated: Мач на годината през 2001 – Острието и Крисчън срещу Двамата Дъдли срещу Братята Харди на Кечмания Х7;
  - Wrestling Observer: Отбор на годината през 2000 – с Острието.